# Wyścigowe Mistrzostwa Węgier 1961
1961 – sezon wyścigowych mistrzostw Węgier.